# Polo Tecnológico Constituyentes
Polo Tecnológico Constituyentes S.A. (PTC) es un parque tecnológico que fomenta la sinergia entre sus socios y la actividad privada. Su sede está en Villa Martelli, provincia de Buenos Aires, Argentina.

## Objetivos
Sus objetivos son:
- Impulsar proyectos de transferencia tecnológica
- Cooperar con organismos similares del país y del exterior
- Incubar empresas de base tecnológica
- Promover la docencia e investigación en el área

## Socios
Los socios del polo son:
- Instituto Nacional de Tecnología Industrial [INTI] (16.67%)
- Instituto Nacional de Tecnología Agropecuaria [INTA] (16.67%)
- Comisión Nacional de Energía Atómica [CNEA] (16.67%)
- Universidad Nacional de General San Martín [UNSAM] (16.67%)
- Servicio Geológico Minero Argentino [SEGEMAR] (16.67%)
- Instituto de Investigaciones Científicas y Técnicas para la Defensa [CITEDEF] (16.67%)